# Мирсаев, Рамиль Нурыевич
Рамиль Нурыевич Мирсаев (род. 21 июня 1950 года, Большеустьикинское, СССР) — депутат Государственной Думы I созыва.

## Краткая биография
Рамиль Нурыевич Мирсаев родился 21 июня 1950 года в селе Большеустьикинское, СССР.
Окончил Башкирский государственный аграрный университет а также Уфимский государственный нефтяной технический университет по профессии инженер-механик.
Избран в марте 1990 года депутатом Верховного Совета БАССР 12-го созыва от Аслыкульского избирательного округа № 195 Давлекановского района.
В 1993 году был избран депутатом Государственной думы первого созыва, входил в состав фракции Аграрной партии России, был членом комитета о аграрным вопросам, председателем подкомитета по социальному обустройству села и инвестиционной деятельности.